# Patocenoză
Conceptul de patocenoză a fost dezvoltat de Mirko Grmek, un istoric al științei de origine croată, în anii 1960 și 1970, folosind ca model termenul de biocenoză.
Acest termen desemnează starea de echilibru a bolilor la un moment dat din istorie și într-o societate dată. Astfel, prezența și importanța unei boli într-o anumită populație și la un moment dat depind de cele ale altor boli.
Prin urmare, ideea călăuzitoare este că bolile sunt interdependente. Cu acest concept, Grmek a dorit să faciliteze abordarea istoriei bolilor și să îmbunătățească înțelegerea bolilor emergente.
El dezvoltă această noțiune în special în Istoria SIDA, unde susține că descoperirea penicilinei și a terapiei cu antibiotice a provocat treptat dispariția bolilor bacteriene, permițând apariția unor boli virale care până atunci rămăseseră latente.

## Etimologie
Termenul din română patocenoză este un împrumut din franceză pathocénose, care a fost compus din cuvintele din greacă pathos („suferință, boală”) și koinos („împreună). 